# Emmanuel Wad
Emmanuel Wad   (Korsør, 10 de març de 1862 - Baltimore, 6 de setembre de 1940) fou un pianista danès.
Va fer els seus estudis al conservatori de Copenhaguen, marxant més tard a Viena, on va perfeccionar les seves especials aptituds de pianista sota la direcció de Theodor Leschetizky. Es va fer ràpida nombrada com a concertista i professor de piano, sent nomenat en 1892 titular d'una càtedra de piano a l'Institut Peabody de Baltimore (Estats Units).
Va escriure i va publicar nombroses obres per a piano en estil brillant i diverses composicions per a violí i piano.